# Kolla paulula
Kolla paulula är en insektsart som beskrevs av Walker 1858. Kolla paulula ingår i släktet Kolla och familjen dvärgstritar. Inga underarter finns listade i Catalogue of Life.